# Amst
Amst is een woon/winkelcomplex in Amsterdam-Oost. Amst in een verwijzing naar Amstel en Station Amsterdam Amstel.

## Geschiedenis
Bij de herontwikkeling van het gebied begin 21e eeuw rondom het Amstelstation volgde een geheel nieuwe inrichting van het uit 1939 stammende Julianaplein en de aangrenzende Bertrand Russellstraat, die veel jonger is. De Bertrand Russelstraat werd rond 1989 aangelegd in verband met stadsverdichting en werd toen vernoemd naar wijsgeer en wiskundige Bertrand Russell. Jarenlang, 79 jaar van 1939-2018, lag hier op het Julianaplein een keerlus voor de Amsterdamse trams die hun eindhalte hadden aan het Amstelstation. Een groot deel van die lus lag in een grasveld tegen Amsteldorp aan slechts gescheiden door de Hugo de Vrieslaan, een ander deel van het terrein was geheel geplaveid, zelf een huisje voor de trambestuurders ontbrak niet. In de jaren zeventig stond er als enige bebouwing aan de oostzijde aan de rand van het toen nog grotere Julianapark het bouwburo en voorlichtingscentrum van de Amsterdamse metro in een houten noodgebouw. Naar aanleiding van de herontwikkeling werd die lus verlegd naar een open ruimte aan de noordzijde van de stationshal. Er kwam daar ook een nieuw huisje Julianaplein 1Z.
Zo kwam er een relatief groot terrein tussen Julianaplein en Bertrand Russellstraat vrij voor de bouw van een complex met 252 woningen, supermarkt, horeca, parkeerruimten etc. verdeeld over twee gebouwen. De bouwplannen werd in 2018 opgesteld en vanaf februari 2021 werd er daadwerkelijk gebouwd tot nazomer 2023. Er werd deels gebouwd met prefab-elementen, zoals de keukens. VenhoevenCS ontwierp het geheel in de vorm van portiekflats. Het werden een aantal relatief lage galerijflats waarvan de galarijen aan de binnenzijde van de flats zijn geplaatst. De bijbehorende trappenhuizen hangen deels in de open lucht om toegang te bieden aan de binnentuin. VenhoevenCS bracht allerlei variaties in de gevelwanden aan met bijvoorbeeld hoogteverschillen (hoog richting station, laag aan de achterzijde). De verticale geledingen met houten Louvreluiken doet enigszins denken aan de verticale structuren van het Amstelstation zelf. Ze omschreef het zelf als een groene oase in de stad, mede omdat regenwater in het complex wordt opgevangen en gebruikt wordt binnen het klimaatbeheersings- en sanitaire stelsel.
Het gebouw dat grotendeels behuizing biedt in het middenhuursegment kreeg de "Midden Huur Award 2022" toebedeeld.